# Pelvoux
Das Pelvoux, auch Écrins, ist eine Gebirgsgruppe im Dauphiné in Frankreich. Im Pelvoux befinden sich die höchsten Berge der Dauphiné-Alpen. Die Hauptgipfel der höchsten Massive sind Barre des Écrins (4102 m), Grand Pic de la Meije (3983 m), l’Ailefroide Occidentale (3954 m) und Mont Pelvoux (3946 m). Das Pelvoux umfasst den Nationalpark Écrins. Die Gebirgsgruppe erstreckt sich zwischen Grenoble im Nordwesten,  Briançon im Osten und Gap im Süden. Ihre natürlichen Grenzen bilden die Täler der Romanche (l’Oisans), der Guisane (Briançonnais), der Durance und des Drac (Champsaur). Von diesen dringen einige Seitentäler zum Teil tief ins Herz des Gebirges. Dies sind das Tal des Vénéon mit dem Bergsteigerdorf La Bérarde, das Valjouffrey, das Valsenestre, das Valgaudemar, das Vallouise, das Vallée de Freissinières und das Champoléon.

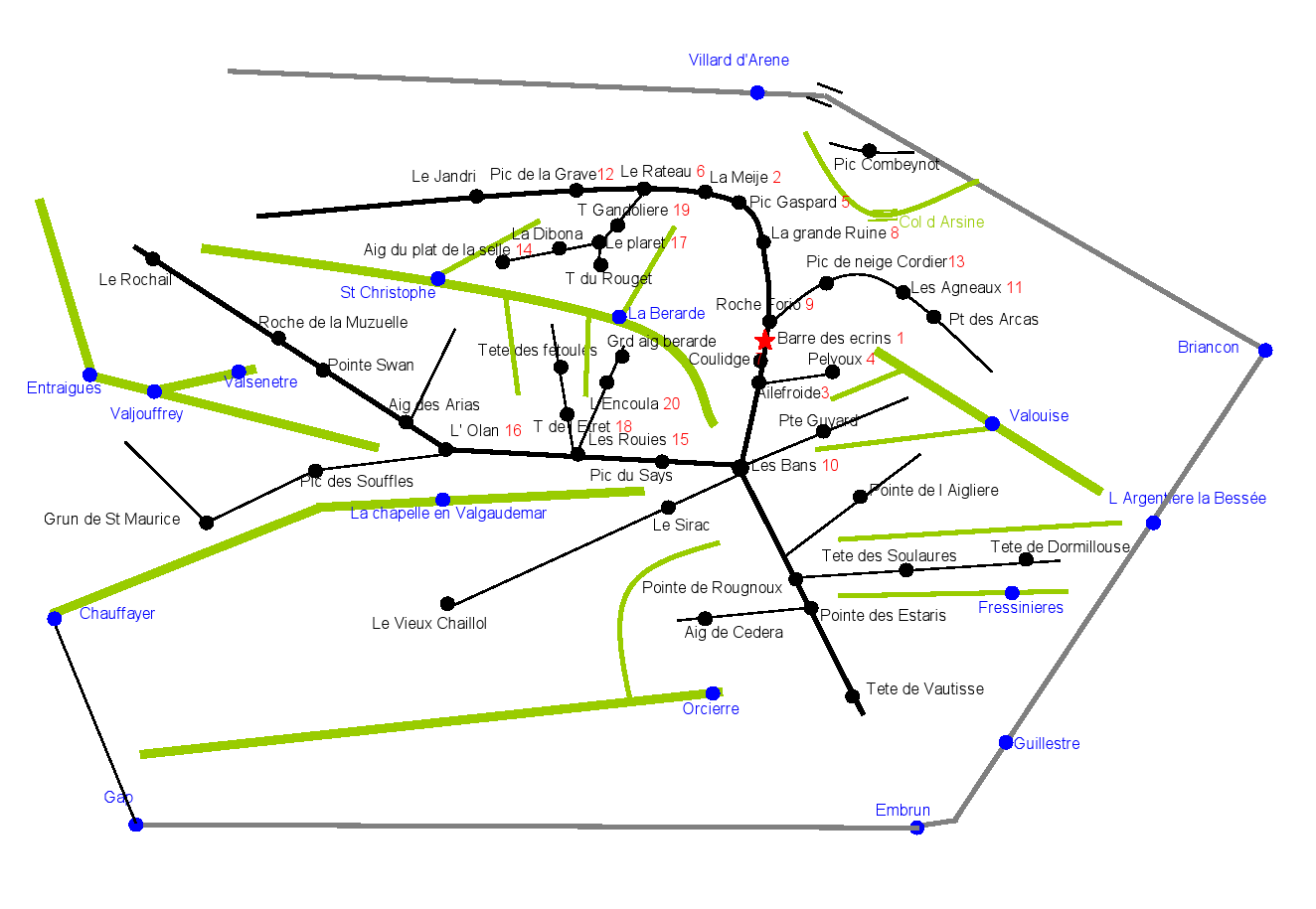
Schematische Darstellung des Écrins-Massivs

Seinen Namen erhielt das Pelvoux nach dem vierthöchsten Bergmassiv der Region, dem 3946 Meter hohen Mont Pelvoux, der früher als höchster Gipfel des Gebietes (und vor dem Anschluss Savoyens als höchster Berg Frankreichs) galt. Heute wird die Gebirgsgruppe nach dem tatsächlich höchsten Gipfel oftmals auch als Écrins-Massiv oder Les Écrins bezeichnet.

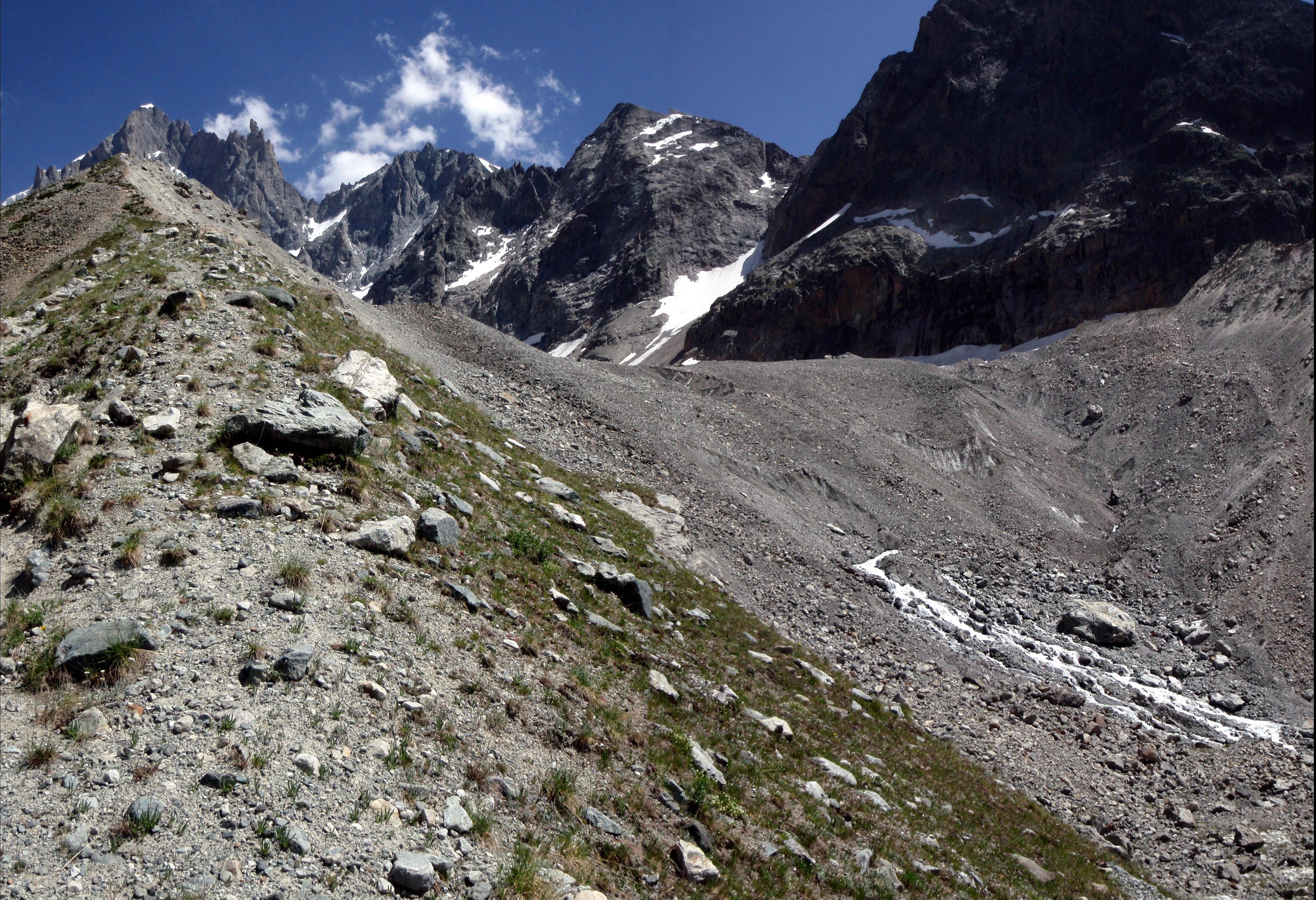
Glacier de Bonne Pierre mit Dôme de Neige

Die Region rund um die Barre des Écrins weist eine bedeutende Vergletscherung auf. Die tief eingeschnittenen, oft nordseitig hoher Kämme gelegenen Hochtäler, steile Couloire (Rinnen) und abgeschlossene Felskessel begünstigen die Gletscherbildung. Die Nationalparkverwaltung zählt 292 zumeist kleinere Gletscher mit einer durchschnittlichen Größe von 40 ha. An die 15 Gletschersysteme erreichen eine Größe von mehr als 200 ha. Die bekanntesten unter ihnen sind der Glacier Blanc und der schuttbedeckte Glacier Noir, zwei Talgletscher, die mit langen Zungen ins hinterste Vallouise abfließen. Die Gletscher des Écrins-Massivs bedecken insgesamt eine Fläche von rund 100 km². Das gesamte Eisvolumen wird auf 5 km³ veranschlagt.
Vielen Bergsteigern gilt das Pelvoux als die »wildeste« Gebirgsgruppe der Alpen. Aufgrund seiner schroffen Gipfel, steilen Wände und zerrissenen Gletscher wird es auch als »Karakorum der Alpen« bezeichnet.